# Smażenie

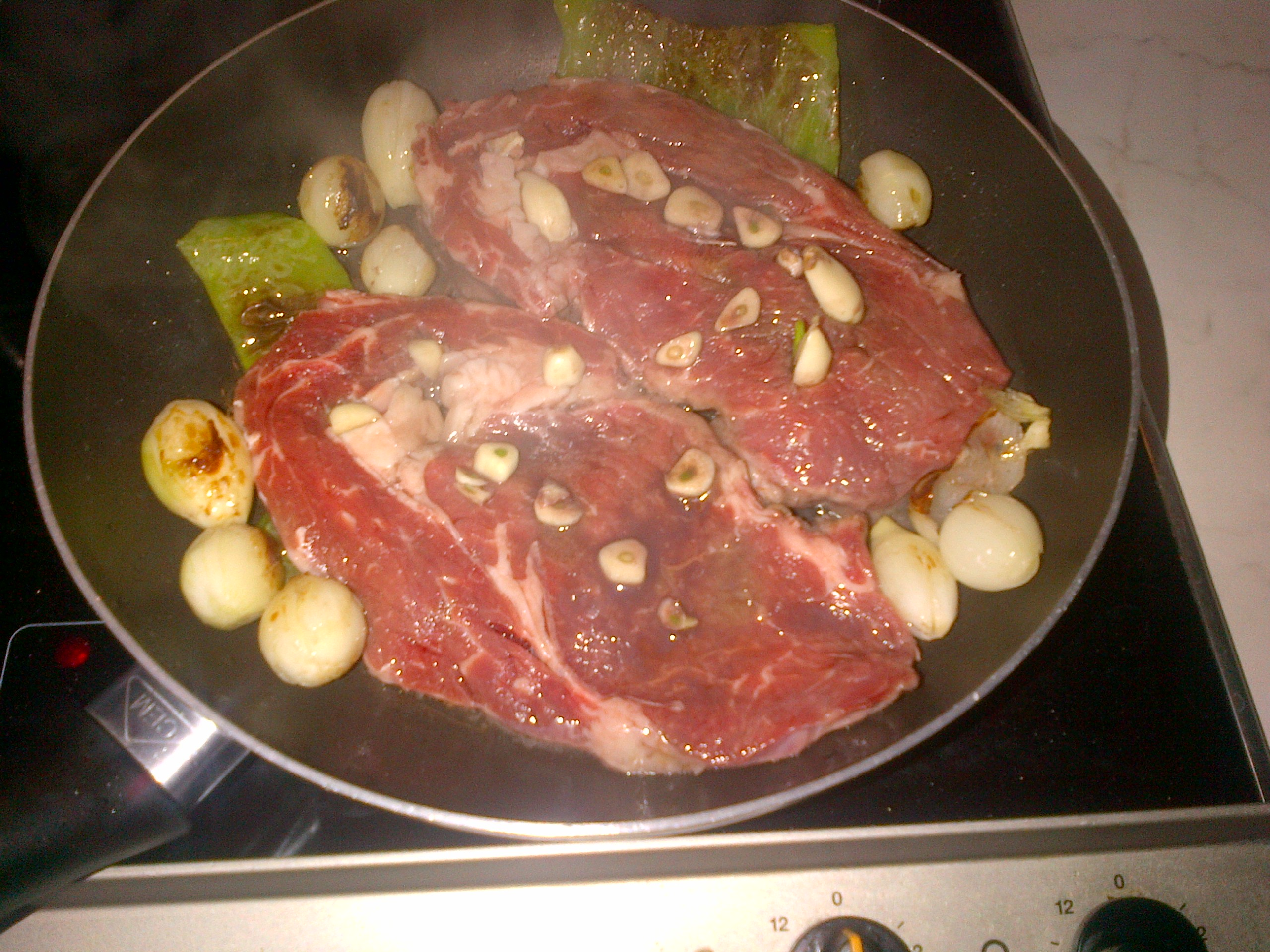
Smażenie

Smażenie – proces obróbki termicznej stosowany w gastronomii, polegający na ogrzewaniu potrawy w środowisku tłuszczu. Dla bardzo ograniczonej liczby potraw można także zastosować smażenie beztłuszczowe. Mianem smażenia (w cukrze) określa się także kandyzowanie.

## Proces smażenia
Smażenie odbywa się w temperaturze znacznie wyższej od 100°C, zwykle od ponad 150 do 200°C. Podczas smażenia w potrawie zachodzą zmiany korzystnie wpływające na jej wygląd, smak i zapach, co wzmaga apetyt. Podczas smażenia powstają związki Maillarda, czyli połączenia cukrowców i białek. Nadają one potrawie złote zabarwienie oraz specyficzny smak i aromat. Powstająca podczas smażenia skórka sprawia, iż z potrawy nie wydostają się znaczne ilości wody. Negatywnym skutkiem smażenia jest przedostawanie się do potrawy produktów rozkładu tłuszczu, a zwłaszcza akroleiny, która uważana jest za czynnik rakotwórczy.
Smażenie powoduje powstawanie monomerów cyklicznych i polimerów. Polimery nie poddają się działaniu enzymów trawiennych. Obniżają one strawność tłuszczów i smażonych w nich produktów.
W tłuszczach i olejach podczas smażenia powstają związki o właściwościach toksycznych:
do 100°C autooksydacja (w procesach tych mogą powstawać związki o właściwościach toksycznych można podzielić je na 3 grupy:
1. Produkty utleniania, np. nadtlenki i hydronadtlenki oraz epoksydy,
2. Produkty polimeryzacji,
3. Produkty cyklizacji, czyli tworzenia pierścieni wskutek wygięcia i zamknięcia się części łańcucha węglowego, np. monomery cykliczne):

- powyżej 100°C termiczna oksydacja.
- ok. 200°C bez dostępu tlenu termiczna polimeryzacja i cyklizacja.
- ok. 180°C izomeryzacja geometryczna i położeniowa.
- ok. 400°C piroliza, czyli bezpośrednie działanie ognia daje.

Najbardziej negatywne oddziaływanie na tłuszcz, z punktu widzenia żywieniowego, ma jednak wysoka temperatura i zachodzące pod jej wpływem reakcje polimeryzacji i cyklizacji. Parująca w czasie smażenia woda, ograniczając reakcje utleniania poprzez wytworzenie tuż nad powierzchnią warstwy utrudniającej dostęp tlenu do tłuszczu oraz wypieranie go ze środowiska reakcji, powoduje, że polimeryzacja jest procesem dominującym w czasie smażenia. Do związków powstałych w wyniku przemian termicznych zalicza się polimery niepolarne, mono- i dimery cykliczne oraz powstające w reakcji Diels-Aldera dimery i trimery nienasyconych kwasów tłuszczowych. Ilość powstających w czasie smażenia monomerów cyklicznych zależy od zawartości w olejach roślinnych nienasyconych kwasów tłuszczowych, a w szczególności linolowego oraz linolenowego.
Związki powstające w czasie przemian lipidów podczas smażenia wpływają nie tylko na wyróżniki fizyczno-chemiczne wykorzystywanych tłuszczów czy też cechy organoleptyczne otrzymanych wyrobów, lecz także na zmniejszenie ich wartości odżywczej w wyniku interakcji pomiędzy produktami utleniania tłuszczów a składnikami smażonych produktów (białkami, witaminami). Niektóre z substancji powstających w czasie utleniania oraz pod wpływem wysokiej temperatury (cykliczne monomery kwasów tłuszczowych, epoksydy, niektóre hydroksykwasy) są niebezpieczne dla zdrowia człowieka.
Podczas smażenia powstają wielopierścieniowe węglowodory aromatyczne (policykliczne węglowodory aromatyczne; w skrócie WWA lub PAH z ang. polycyclic aromatic hydrocarbons)np.: benzo[a]piren. WWA wykazują silne właściwości genotoksyczne, mutagenne oraz kancerogenne. Im wyższa temperatura i dłuższy czas procesu obróbki termicznej np.: smażenia, tym większa zawartość policyklicznych pochodnych benzenu w gotowym produkcie.
Podczas smażenia, jak również pieczenia i grillowania, znacznie wrasta stężenie AGEs (z ang.: advanced glycation end products) – końcowych produktów zaawansowanej glikacji białek, których najwyższe stężenie stwierdza się w mięsie i produktach pochodzenia zwierzęcego. Stężenie AGEs koreluje ze stopniem wczesnych, przedklinicznych zmian charakterystycznych dla nefropatii i retinopatii cukrzycowej. dAGEs (z ang.: dietary advanced glycation end products) – pochodzące z żywności końcowe produkty zaawansowanej glikacji, przyczyniają się do zwiększenia stresu oksydacyjnego oraz stanów zapalnych i wiążą się z ostatnimi epidemiami cukrzycy i chorób układu sercowo-naczyniowego.

## Rodzaje smażenia
Wyróżnia się dwa rodzaje smażenia z wykorzystaniem tłuszczów jako medium przenoszącego ciepło:
- Smażenie płytkie, które odbywa się w niewielkiej ilości tłuszczu. Proces ten wymaga obracania potrawy tak, aby ciepło dotarło do całego jej wnętrza. Odmianą smażenia płytkiego jest stosowane w kuchniach Dalekiego Wschodu smażenie w ruchu.
- Smażenie zanurzeniowe, które w odróżnieniu od smażenia płytkiego odbywa się w dużej ilości tłuszczu. Potrawa jest wtedy w całości zanurzona w gorącym tłuszczu. Mimo dużej ilości użytego tłuszczu pewne potrawy muszą być obracane, podobnie jak to się odbywa podczas smażenia płytkiego.

## Dobór tłuszczu do smażenia
Zaleca się smażenie na olejach o przewadze kwasów jednonienasyconych nad wielonienasyconymi i wylewanie resztek po każdym cyklu smażenia. Używanie tego rodzaju oleju jest istotne, ponieważ kwasy jednonienasycone są mniej podatne na utlenianie, a co za tym idzie – mają wyższą temperaturę „dymienia”. Pod względem odporności na utlenianie najlepsze oleje to olej palmowy, oliwa oraz olej rzepakowy. W przypadku dłuższego smażenia (we frytkownicy) zaleca się stosowanie bardziej trwałego oleju, np. palmowego lub oliwy. Nie należy smażyć na surowych olejach tłoczonych na zimno (nierafinowanych), ponieważ ze względu na zawartość naturalnie obecnych tam substancji szybko ulegające przemianom, nawet podczas krótkiego domowego smażenia – doskonale sprawdzają się natomiast jako dodatek do sałatek.
Masło nieklarowane ma niską temperaturę rozkładu (punkt dymienia od ok. 170°C); w wyniku ogrzewania przez dłuższy czas masła w wysokiej temperaturze powstaje rakotwórcza akroleina, zatem smażenie na maśle produktów wymagających dłuższego ogrzewania jest niewskazane. Klarowane masło (stosowane głównie w kuchni francuskiej) ma wyższą temperaturę dymienia, dochodzącą do 252°C, czyli większą niż większość gatunków oleju.
Smalec zawiera głównie kwasy nasycone, jednak do 40% nienasyconych – zwykle prawie wyłącznie jednonienasyconych. Dokładny skład zależy od zwierzęcia, z jakiego smalec pochodzi i paszy tego zwierzęcia. Temperatura dymienia smalcu wieprzowego dochodzi do ok. 220°C, czyli jest porównywalna z olejami. Istnieją jednak badania, według których smalec nie zwiększa ryzyka nowotworowego, przynajmniej w odniesieniu do niektórych rodzajów nowotworów.
Istnieje możliwość smażenia na innych substancjach o podobnych właściwościach fizycznych, jak np. na parafinie, jednak nie cieszy się to dużą popularnością.

## Zużycie oleju podczas smażenia
Warunkiem prawidłowego smażenia jest używanie świeżego oleju, w przeciwnym razie żywność zostanie nasycona olejem, a to spowoduje jej zbrązowienie i nieapetyczny wygląd. Co bardziej niebezpieczne, mogą także zostać uwolnione toksyczne substancje powodujące zatrucia pokarmowe, a nawet choroby układu trawiennego. Klasycznym olejem używanym do smażenia jest olej roślinny w czystej postaci lub jako mieszanina. Niezależnie od starzenia się oleju przechowywanego w temperaturze pokojowej (jełczenie), powodowanego przez reagowanie z tlenem zawartym w powietrzu (utlenianie), na jakość oleju ma wpływ także efekt jego podgrzewania, a także rodzaj żywności w nim smażonej. Dwa ostatnie czynniki – termiczny i termotlenowy – mają istotny wpływ na zmianę charakterystyki oleju. Badania naukowe potwierdzają, że poza innymi parametrami tzw. składniki polarne (total polar materials – TPM) są idealnym wskaźnikiem termotlenowego ładunku oleju. Stanowią rodzaj parametru pomiarowego decydującego o uznaniu oleju za zużyty bądź nie. Im wyższy udział składników polarnych (TPM), tym gorsza jakość oleju do smażenia.
Klasyczną metodą pomiaru składników polarnych jest chromatografia kolumnowa. W wielu krajach metoda ta jest referencyjnym sposobem pomiaru stosowanym w oficjalnych laboratoriach analitycznych. W kolumnie (szklanej rurce) zostają wyselekcjonowane różne składniki oleju, zgodnie z zasadą retencji. Określenie za pomocą tej metody ilości składników polarnych w oleju jest możliwe wyłącznie w warunkach laboratoryjnych i przez wykwalifikowany personel analityczny. Dlatego też powyższa metoda nie nadaje się do wykorzystania na szeroką skalę w instytucjach żywienia zbiorowego. Zwiększająca się zawartość składników polarnych w oleju do smażenia określa jego dopuszczalność do spożycia.

## Zużycie innych tłuszczów podczas smażenia
W przypadku masła sprawa jest prosta: na maśle nie smaży się zanurzeniowo. Ponadto większość tłuszczu jest wchłaniana przez smażoną potrawę. Z tych powodów usmażyć na maśle da się zasadniczo tylko jedną porcję, ewentualnie kilka porcji z rzędu – za jednym rozgrzaniem. Jeśli masło podgrzewane jest zbyt długo, potrawa zaczyna się przypalać w widoczny sposób, co ogranicza ryzyko zjedzenia czegoś usmażonego na maśle nieświeżym.
Ze względu na przewagę tłuszczów nasyconych smalec poniżej punktu dymienia ulega starzeniu tylko w minimalnym stopniu, a używanie go przez dłuższy czas bądź wielokrotnie nie powinno mieć zauważalnych skutków. Zmiana koloru bądź przykry zapach dość wcześnie ostrzegają o zużyciu tego tłuszczu; tak samo wyraźnie przykry smak potrawy przygotowanej na starym smalcu zapobiega jej spożyciu o wiele skuteczniej niż zmiana smaku oleju – ta następuje znacznie później niż wydzielanie substancji rakotwórczych.